# Предельный доход

Типичный вид кривой предельного дохода.

Предельный доход (англ. marginal revenue - MR), также предельная выручка, — дополнительный доход, получаемый от производства дополнительной единицы продукции.
Предельный доход является показателем изменения дохода и формально высчитывается как производная функции дохода по объему производства:
Согласно микроэкономической теории, чтобы максимизировать прибыль, производители должны расширять или сокращать производство, пока предельный доход не сравняется с предельными издержками.